# Dua Saleh

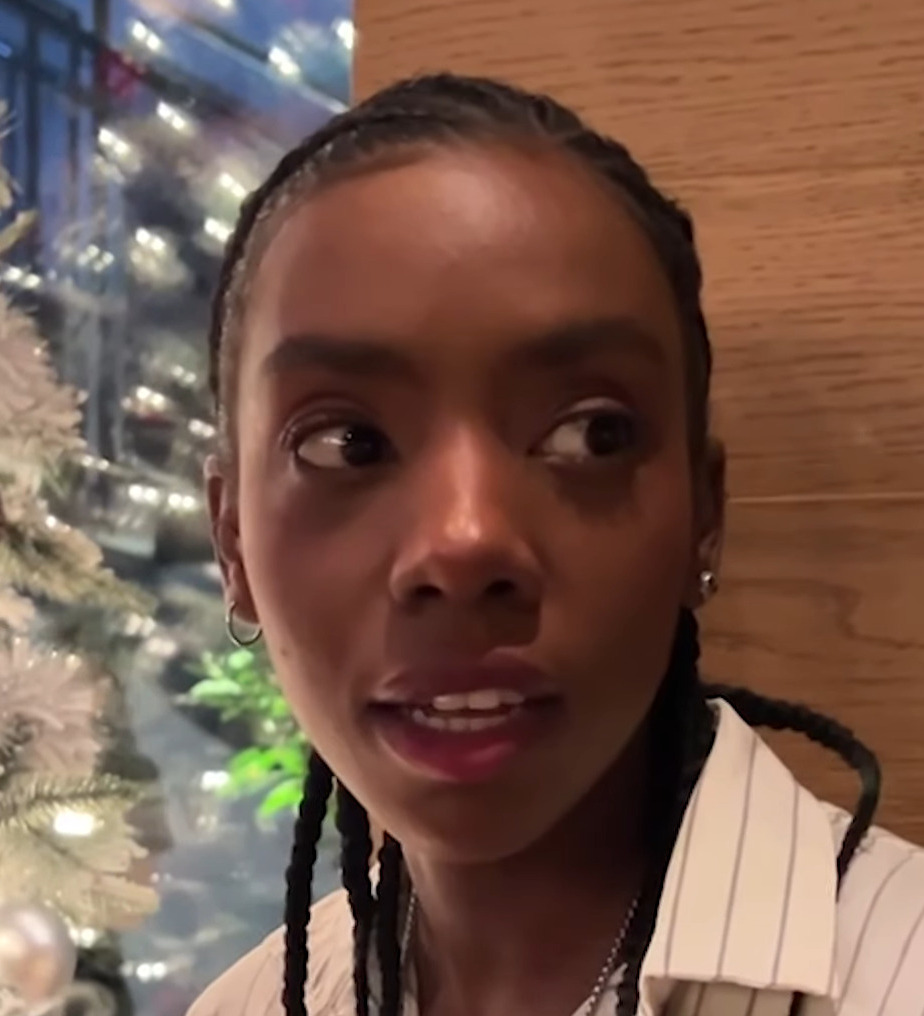
Dua Saleh, 2023

Dua Saleh (* 3. November 1994 in Kassala; arabisch دعاء صالح, DMG Du'ā' Ṣāliḥ) ist eine sudanesisch-US-amerikanische Person, welche musikalisch und schauspielerisch tätig ist. Saleh lebt in Minneapolis, Minnesota und ist nichtbinär. Internationale Bekanntheit erlangte Saleh durch die Darstellung von Cal Bowman in der britischen Serie Sex Education.

## Leben
Saleh wurde 1994 in Kassala im Sudan geboren und floh mit 5 Jahren gemeinsam mit den Eltern vor dem zweiten Sudanesischen Bürgerkrieg in die USA. Nach einer Zeit in einem Flüchtlingscamp in Saint Paul zog die Familie nach Minneapolis. Dort studierte Saleh an der Augsburg University, setzte sich bereits früh für die Rechte von People of Color und LGBT-Studierenden ein und beendete das Studium mit einem Abschluss in Gender Studies und Soziologie. Neben der Muttersprache Arabisch spricht Saleh fließend Englisch.
Bereits vor dem Coming-out im zweiten Jahr auf dem College bezeichnete Saleh sich als queer und beansprucht als nichtbinäre Person, geschlechtsneutral bezeichnet zu werden, im Englischen mit dem Pronomen they oder xe.

## Karriere
Bereits im Kindesalter, aber verstärkt während des Colleges begann Saleh, die Gefühle und Erlebnisse der Kindheit und Flucht literarisch auszudrücken und Texte auf Poetry-Slams vorzutragen, gewann allerdings keinen Wettbewerb wegen diverser Regelverstöße, unter anderem wegen des Einbaus von Gesang. Im Mai 2017 veröffentlichte Saleh eine erste Single mit dem Titel First Take, welche in den Twin Cities Minneapolis und Saint Paul sowie im Internet schnell populär wurde. In den Jahren danach schauspielerte und schrieb Saleh fürs Theater, unter anderem in dem queeren Theaterstück Waafrika 123 der 20% Theatre Company im Minnsky Theater in Minneapolis. Die 2019 erschienene EP Nūr war musikalisch näher am Mainstream, wurde dadurch einem breiteren Publikum zugänglich und erlangte nationale Bekanntheit. Der Titel steht einerseits für das arabische Wort für Licht, andererseits handelt es sich um einen verbreiteten, geschlechtsneutralen Namen.
Im Oktober 2024 erschien Salehs erstes, 11 Lieder umfassendes Album I Should Call Them. Auf dem Konzeptalbum wird die Geschichte von zwei Liebenden behandelt, die sich treffen, sich wieder trennen und erneut treffen, während um sie herum die Welt endet. Die Texte wurden gemeinsam mit Emma DD und Josef Lamercier verfasst und weitere Künstler wie Ambré, serpentwithfeet, Gallant oder Sid Sriram haben mitgewirkt.
Seit der dritten Staffel der Serie Sex Education spielt Saleh die nichtbinäre Figur Cal Bowman, was Salehs Debüt als schauspielende Person für eine Serienproduktion darstellt. Durch diese Rolle wurde Saleh einem internationalen Publikum bekannt.
Salehs Texte sind sowohl auf Englisch als auch auf Arabisch verfasst; die Musik lässt sich in den Bereich des Hip-Hop mit Einflüssen des Lo-Fi einordnen. Salehs Musik ist stark durch die Erfahrungen von Flucht, Armut, Rassismus in den USA und Geschlechterrollen geprägt, aber auch durch das Gefühl, als nonbinäre Person keine musikalischen Rollenvorbilder zu haben.

## Filmografie
- 2021–2023: Sex Education (Serie, 16 Folgen)[1]

## Diskographie
Alben
- 2024: I Should Call Them

Singles und EPs
- 2017: First Take[5]
- 2019: Nūr
- 2020: Rosetta
- 2021: Crossover
- 2022: chosen
- 2023: daylight falls
- 2024: pussy suicide[12]